# Emily Blue
Pour les articles homonymes, voir Blue.
Emily Blue, de son vrai nom Emily Caroline Otnes, née le 28 juin 1994 à Urbana, est une chanteuse américano-norvégienne.

## Biographie
Emily Blue est née à Urbana dans l'Illinois et a les nationalités américaines et norvégiennes.
En 2019, elle reçoit le prix de la meilleure artiste pop du Chicago Reader.

## Discographie
- 2016 : Another Angry Woman
- 2019 : *69
- 2020 : Artists for Global Giving | Mixtape #1: Salud

## Vie privée
Emily Blue est ouvertement pansexuelle.